# Otton Sachelarie
Otton Sachelarie (n. 2 iulie 1837 – d. 18 octombrie 1910, Craiova) a fost un general român.

## Viața
La 25 august 1852 intră cadet în Batalionul model din Moldova, iar la 1 octombrie același an, la Școala militară de ofițeri din Iași. Avansat sublocotenent la 7 aprilie 1856, locotenent la 11 septembrie 1858, comandant de companie în Batalionul de geniu în 1861, Otton Sachelarie este înaintat căpitan la 26 august același an. Maior la 30 august 1864,locotenent colonel la 26 septembrie 1868 și colonel la 15 ianuarie 1871, este numit comandant al Regimentului 7 dorobanți la 1 martie 1873. Șef de stat major al Diviziei 3 infanterie în 1875 și al Diviziei 4 infanterie în 1876, este numit la 15 martie 1876 comandant al Regimentului 1 dorobanți.
Participă la Războiul de Independență în calitate de comandant al Brigăzii 1 din Divizia de rezervă pe frontul Plevnei, având în subordine Regimentul 1 infanterie de linie, Regimentul 7 dorobanți, Batalionul 4 vânători, Regimentul 2 infanterie de linie și Regimentul 12 dorobanți. Conduce coloana de atac care asaltează la 6 septembrie reduta Grivița 2.
Pentru modul cum și-a comandat trupele în timpul Războiului de Independență, Otton Sachelarie este decorat cu "Steaua României" în grad de ofițer, "Virtutea Militară" de aur, "Trecerea Dunării", "Apărătorii Independenței", ordinul rus "Sf. Ana", cl.2 și "Medalia comemorativă de campanie" rusă.
Avansează până la gradul de general de brigadă